# Перисвил (Индијана)
Перисвил (енгл. Perrysville) град је у америчкој савезној држави Индијана.

## Демографија
По попису из 2010. године број становника је 456, што је 46 (-9,2%) становника мање него 2000. године.
| Група             | 2000.       | 2010.       |
| Белци             | 499 (99,4%) | 447 (98,0%) |
| Афроамериканци    | 0 (0,0%)    | 2 (0,4%)    |
| Азијати           | 0 (0,0%)    | 1 (0,2%)    |
| Хиспаноамериканци | 0 (0,0%)    | 1 (0,2%)    |
| Укупно            | 502         | 456         |